# Damien Leone

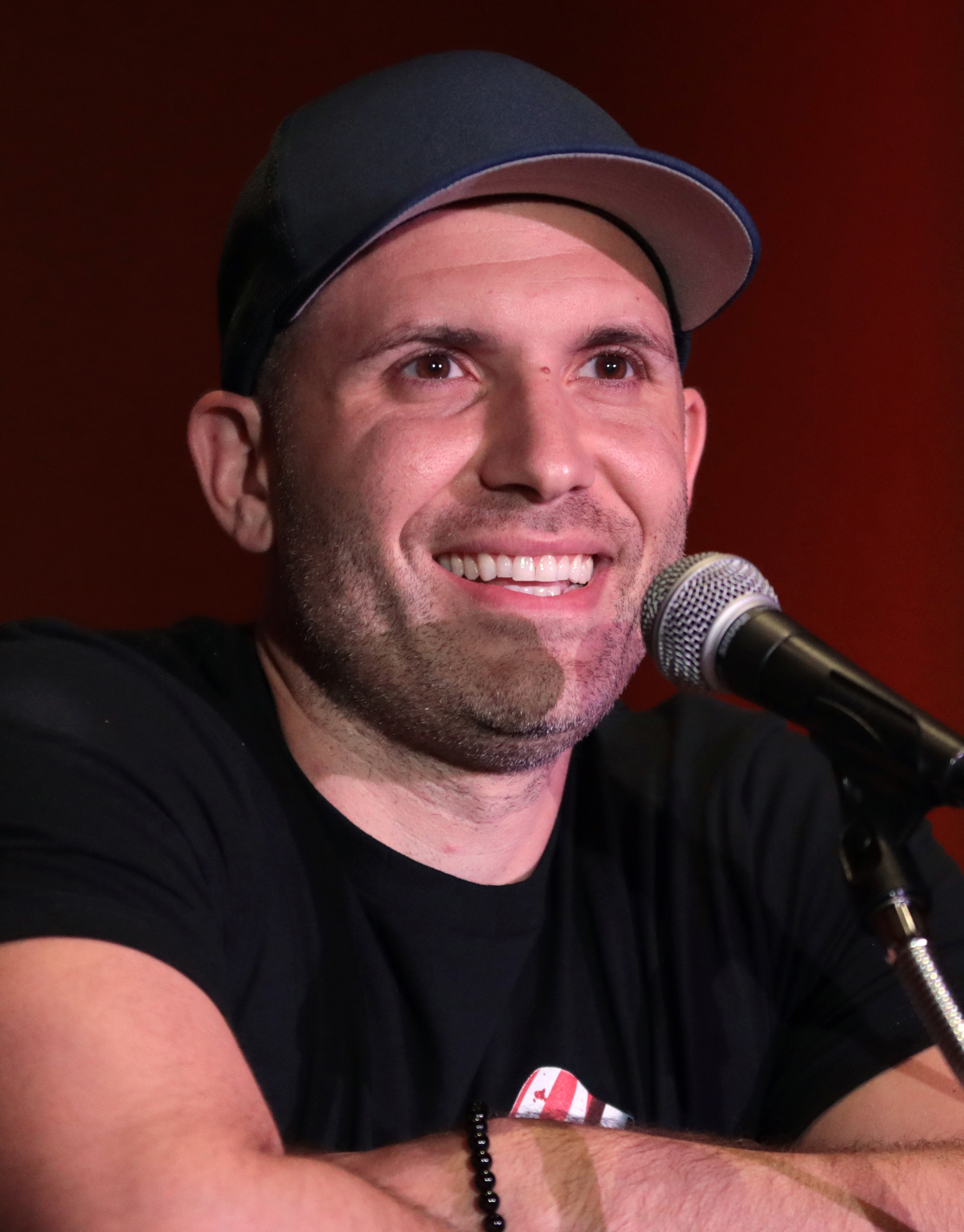
Damien Leone (2023)

Damien Leone (* 29. Januar 1984 in Staten Island, New York City) ist ein amerikanischer Filmregisseur, Drehbuchautor, Spezialeffektkünstler, Maskenbildner und Filmproduzent.

## Leben
Damien Leone wurde 1984 in Staten Island, New York City geboren. Größere Bekanntheit erlangte der Regisseur durch seine Kreation des Killerclowns Art und seine Filme Terrifier, Terrifier 2, Terrifier 3 und Frankenstein vs. The Mummy. Neben seiner Rolle als Regisseur ist er als Spezialeffektkünstler und Maskenbildner tätig. Seine Filme Terrifier und Terrifier 2 brachten ihm internationale Schlagzeilen wegen der Reaktionen des Publikums ein, zu denen unter anderem Fälle von Erbrechen und Ohnmachtsanfälle bei den Zuschauern gehörten.
Seine erste Rolle in einem Film hatte er 2005 als Spezialeffektkünstler und Maskenbildner für den Film Love.
Leone bewirbt seine Filme und teilt Videos hinter den Kulissen auf seiner Instagram-Seite „damien_leone“, die 70.000 Follower hat. Bei den Greater Western New York Film Critics Association Awards 2022 erhielt er eine Nominierung als „Breakthrough Director“. Obwohl er zu diesem Zeitpunkt bereits einige erfolgreiche Filme gedreht hatte, war er in Hollywood noch nicht etabliert und reiste im Januar 2022 zum ersten Mal zu einem Treffen nach Los Angeles.
Zuletzt drehte er die Fortsetzung Terrifier 3 und den Horrorfilm Stream, die beide 2024 erschienen.

## Filmografie
Regie und Drehbuch
- 2008: The 9th Circle (Kurzfilm)
- 2011: Terrifier (Kurzfilm)
- 2013: All Hallows’ Eve – Komm raus und spiel! (All Hallows’ Eve)
- 2015: Frankenstein vs. The Mummy
- 2016: Terrifier
- 2022: Terrifier 2
- 2024: Terrifier 3

Spezialeffekte
- 2005: Love
- 2008: Uncle Freddy (Kurzfilm)
- 2008: The 9th Circle (Kurzfilm)
- 2010: Uncle Bob
- 2010: Zenith
- 2010: Cole Complex (Kurzfilm)
- 2012: Gunner’s Rift (Kurzfilm)
- 2015: Laugh Killer Laugh
- 2016: Terrifier
- 2017: Joe’s War
- 2022: Terrifier 2
- 2024: Stream

## Auszeichnungen
| Jahr | Auszeichnung                                             | Kategorie             | Film        | Ergebnis  | Quelle        |
| ---- | -------------------------------------------------------- | --------------------- | ----------- | --------- | ------------- |
| 2019 | Fangoria Chainsaw Awards                                 | Best Makeup FX        | Terrifier   | Nominiert | [ 9 ]         |
| 2022 | Greater Western New York Film Critics Association Awards | Breakthrough Director | Terrifier 2 | Nominiert | [ 10 ]        |
| 2023 | Fangoria Chainsaw Awards                                 | Best Makeup FX        | Terrifier 2 | Gewonnen  | [ 11 ] [ 12 ] |